# Petre Ciarnău
Petre Ciarnău (ur. 5 sierpnia 1943) – rumuński zapaśnik walczący w stylu wolnym. Dwukrotny olimpijczyk. Piąty w Monachium 1972 i odpadł w eliminacjach w Moskwie 1980. Startował w kategorii 52 kg.
Piąty na mistrzostwach świata w 1971 i szósty w 1974. Brązowy medalista mistrzostw Europy w 1969 i 1970 roku.
- Turniej w Monachium 1972

Wygrał z Kim Gwong-hyongiem z Korei Północnej, Pedro Piñedą z Gwaremalii i Johnem Kinsellą z Australii. Przegrał z Arsenem Ałachwerdijewem z ZSRR i Kiyomi Katō z Japonii.
- Turniej w Moskwie 1980

Przegrał z Władysławem Stecykiem i Lajosem Szabó z Węgier.